# Claire Holt
Claire Rhiannon Holt (Brisbane, 11 de junho de 1988) é uma atriz australiana. Mais conhecida por seus papéis em "H2O: Just Add Water", interpretando a sereia Emma Gilbert, e em "The Vampire Diaries" e "The Originals", interpretando Rebekah Mikaelson.

## Biografia
Claire Holt nasceu na cidade de Brisbane na Austrália. Claire tem três irmãos, duas meninas, chamadas: Rachel Holt e Madeline Holt; e um irmão chamado: David Holt. No final de 2005, a Claire Holt formou no ensino médio pela escola australiana de "Stuartholme School", uma escola católica para meninas localizada na cidade de Brisbane.
Ela praticou natação, voleibol, polo aquático e Taekwondo, no qual possui faixa preta. Quando era mais nova, participava no coral e no clube de teatro da escola. Começou a atuar em comerciais com objetivo de ter dinheiro para estudar, ela realmente não adorava atuar, mas adorava cantar. Holt não apareceu na terceira temporada da série de televisão de "H2O: Meninas Sereias" porque recebeu um convite para fazer um filme de terror (chamado: "Messengers 2: The Scarecrow"). Logo após se mudar para os Estados Unidos, participou em séries de televisão e filmes.
Ficou mais conhecida por interpretar Rebekah Mikaelson nas séries de televisão "The Vampire Diaries" e a "The Originals", ambas exibidas pelo canal The CW dos Estados Unidos.
Em 2014, a atriz decidiu sair do elenco regular da série.

### Primeiro casamento
Em 2016, Holt se casou pela primeira vez com o produtor cinematográfico Matt Kaplan, da produtora "Ace Entertainment", com quem mantinha um relacionamento desde 2015. Em Abril de 2017, foi confirmado oficialmente que Holt e Kaplan tinham se divorciado.

## Relação com Andrew Joblon

### Namoro e noivado
Em julho de 2017, começou um romance com o empresário Andrew Joblon. Em dezembro de 2017, Claire Holt e Andrew Joblon confirmaram oficialmente que estavam noivos.
Em 2 de março de 2018, compartilhou com seus seguidores no Instagram, que havia sofrido um aborto espontâneo.

### Casamento com Joblon e filhos
Em agosto de 2018, Claire casou-se com Andrew Joblon.
Em outubro de 2018, quase dois meses depois do casamento, Claire anunciou oficialmente estar grávida. Em 28 de março de 2019, nasceu o primeiro filho do casal, que recebeu o nome James Holt Joblon.
Em abril de 2020, Claire anunciou estar grávida novamente. Algumas semanas depois revelou estar a espera de uma menina. Em 13 de setembro de 2020, anunciou o nascimento de sua filha, que recebeu o nome Elle Holt Joblon.

## Carreira de atriz
Em 2006, ganhou o seu primeiro papel na televisão, como a sereia "Emma Gilbert" na série australiana "H2O: Just Add Water", exibida pela Network Ten. O programa ganhou um Logie Award e um Nickelodeon Australia Kids' Choice Award de "Melhor Série", além de um AFI Awards, na categoria de "Melhor Efeitos Visuais". Em 20 de outubro de 2007, ela apareceu no Nickelodeon UK Kids’ Choice Awards e apresentou o prêmio de "Melhor Banda", junto com suas co-estrelas Phoebe Tonkin e Cariba Heine. Após dois anos como sereia e apesar de ter renovado para uma terceira temporada, ela decidiu trocar Emma Gilbert por Lindsay Rollins do filme Messengers 2: The Scarecrow, atuando então ao lado de Norman Reedus e Heather Stephens.
Em 2011, interpretou Chastity Meyer no telefilme "Mean Girls 2", uma patricinha bastante ingênua. Fez participação na série de televisão "Pretty Little Liars", ao interpretar Samara Cook, uma garota homossexual e par romântico de uma das protagonistas, a personagem: Emily Fields (interpreta pela atriz Shay Mitchell). No mesmo ano, atuou em "Blue Like Jazz", mas o filme só foi lançado para o público em 2012.
Em agosto de 2011, foi confirmada na série de televisão "The Vampire Diaries", como a intérprete oficial da vampira original "Rebekah Mikaelson", que também é a única "original feminina" da família Mikaelson.
Em janeiro de 2013, a CW anunciou que a atriz foi contratada para atuar na série de televisão "The Originals", dando continuidade ao seu papel no elenco principal do spin off. Porém, Claire deixou o elenco fixo principal de "The Originals" na segunda temporada.
Em 2015, ganhou o papel de "Charmain Tully", da série de televisão "Aquarius".
Claire se juntou ao elenco regular da série de televisão de "Doomsday", exibida pela ABC.

## Filmografia

### Televisão
| Ano         | Título              | Papel             | Notas |
| ----------- | ------------------- | ----------------- | --- |

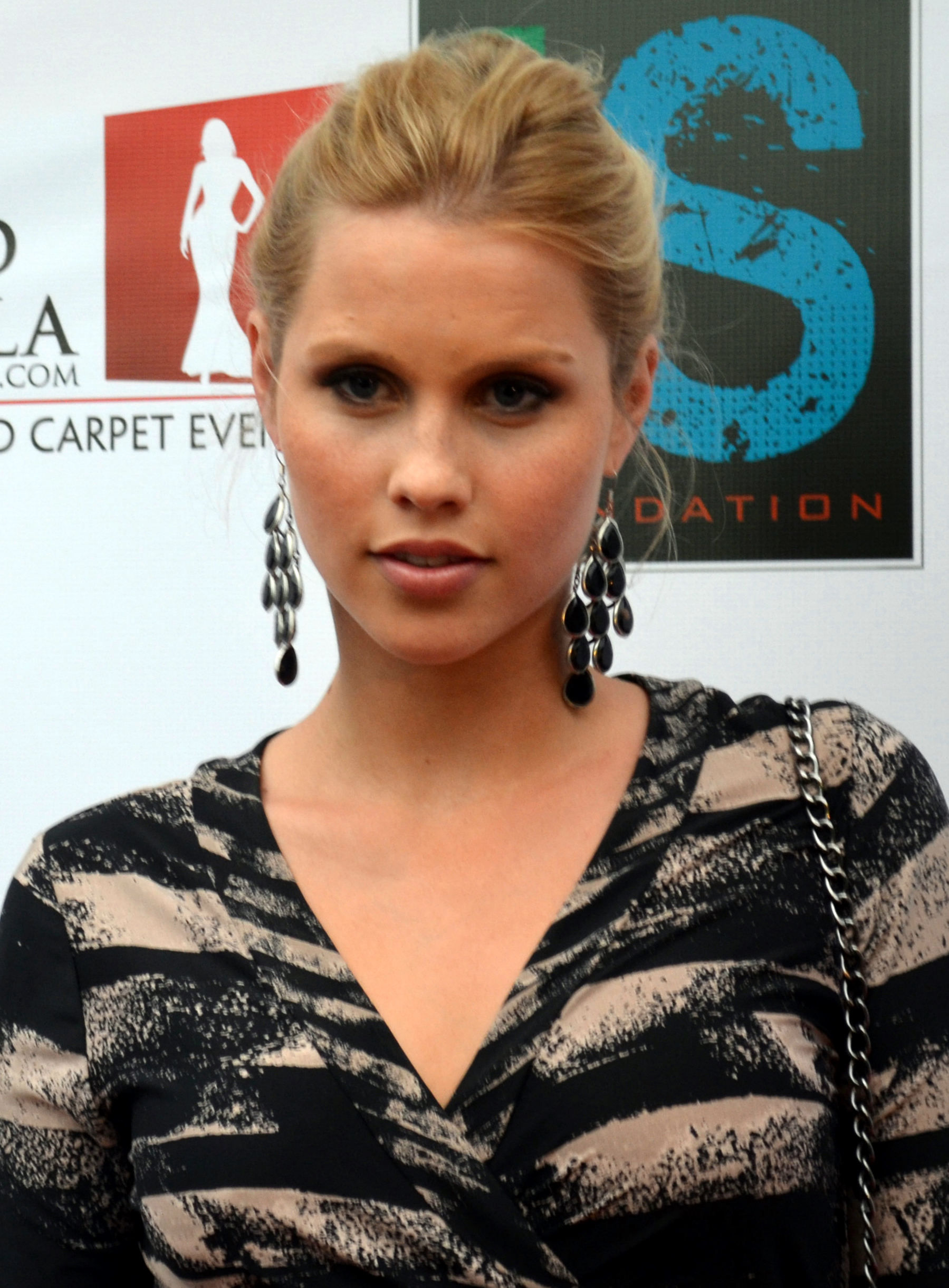
Claire Holt em 2012.

| 2021 - 2022 | Legacies            | Rebekah Mikaelson | 4º Temporada Episódios: "I Thought You'd Be Happier to See Me"; "Everything that Can be Lost May Also be Found" |
| 2017        | Doomsday            | Kyla Greene       | Elenco regular                                                                                                  |
| 2015-2016   | Aquarius            | Charmain Tully    | Elenco principal (22 episódios)                                                                                 |
| 2013-2018   | The Originals       | Rebekah Mikaelson | Principal, Temporada 1; 4 / Recorrente, Temporadas 2-3-5                                                        |
| 2011-2014   | The Vampire Diaries | Rebekah Mikaelson | Elenco regular temporadas 3-4; Participação especial temporada - 5 Total 37 episódios                           |
| 2011        | Pretty Little Liars | Samara Cook       | Episódio 21, Temporada 1 e Episódios 2-4-6-9, Temporada 2                                                       |
| 2006-2008   | H2O: Just Add Water | Emma Gilbert      | Elenco principal; nas temporada 1 e temporada 2; Total de 52 episódios                                          |

### Cinema
| Ano       | Título                      | Papel           | Notas                                           |
| --------- | --------------------------- | --------------- | ----------------------------------------------- |
| 2006-2008 | H2O: Meninas-Sereias        | Emma Gilbert    | Telefilme (Junção de vários episódios da série) |
| 2009      | Messengers 2: The Scarecrow | Lindsey Rollins | Diretamente em vídeo                            |
| 2012      | Blue Like Jazz              | Penny           |                                                 |
| 2011      | Mean Girls 2                | Chastity Meyer  | Telefilme                                       |
| 2017      | 47 Meters Down              | Kate            |                                                 |
| 2018      | A Violent Separation        | Abby Campbell   |                                                 |
| 2019      | Painted Beauty              | Sasha           |                                                 |
| 2019      | The Divorce Party           | Susan           |                                                 |
| 2021      | Untitled Horror Movie       | Kelly           |                                                 |

## Prêmios e indicações
| Ano  | Prêmio             | Categoria                                        | Trabalho indicado                 | Resultado |
| ---- | ------------------ | ------------------------------------------------ | --------------------------------- | --------- |
| 2014 | Teen Choice Awards | Melhor Atriz de TV: Ficção Científica / Fantasia | Rebekah Mikaelson em Os Originais | Indicada  |